# Фейманка
Фе́йманка (латыш. Feimanka) — река в Латвии, правый приток Дубны. Длина реки составляет 72 км, площадь водосборного бассейна — 385,4 км².

## География
Река Фейманка вытекает из озера Фейманю. Течёт преимущественно в западном направлении через населённые пункты Силаяни, Риебини, Рауниеши. Впадает в Дубну у села Рожупе. У села Дзени на реке образован пруд площадью 5,6 га.
Основные притоки: Прелька и Санауде.